# Prudník
Prudník (polsky  Prudnik, dříve Prądnik, německy Neustadt in Oberschlesien, slezsky Prudnik nebo Prōmnik) je město v jižním Polsku v Opolském vojvodství, sídlo okresu Prudník a stejnojmenné gminy zahrnující město a 10 okolních vesnic. Leží na soutoku řeky Prudník a Zlatého potoka (Złoty Potok) na historickém území Horního Slezska (ve středověku na Moravě) v bezprostřední blízkosti česko-polské státní hranice (hraničí s obcí Jindřichov). Z geomorfologického hlediska se rozkládá na pomezí Opavské pahorkatiny a Zlatohorské vrchoviny. Je spolu s Vrbnem pod Pradědem sídlem euroregionu Praděd. V lednu 2024 zde žilo 18 974 obyvatel. Jedná se o důležité středisko německé menšiny v Polsku, k níž se při sčítání lidu 2011 hlásilo 11,8 % obyvatel okresu Prudník, a také město se silnou slezskou identitou – ke slezské národnosti se v témž sčítání hlásilo 10,5 % obyvatel.

## Název
Název města souvisí se slovem ’proud’ (polsky prąd, slezsky prōnd) ve smyslu vodní tok. Jednalo se tedy o rychle proudící řeku, podle níž bylo pojmenováno i osídlení na jejím břehu. Již ve středověku bylo psáno se staročeskou střídnicí u za původní praslovanské ǫ (nazální o), rovněž v latinizované podobě Pruthenos či Prudnicium. Současně s lokací města v druhé polovině 13. století se objevuje německý název Neustadt a latinský Civitas Nova – „Nové Město“. V českých pramenech se pak lidový Prudník, potažmo Praudník, vyskytuje vedle tvarů převzatých z němčiny: Nové Město nebo Nejštát. V polštině se obdobně střídají názvy Prądnik a Nowe Miasto.
Pro odlišení od mnoha stejnojmenných měst se časem ujal přívlastek Polnisch Neustadt, tedy „Polské Nové Město“. Byl vypuštěn v roce 1708 údajně proto, aby nedocházelo k záměně s nějakou lokalitou v Polsku, a nahrazen oficiálním pojmenováním Königliche Stadt Neustadt („Královské město Nové Město“). V polském překladu patentu Fridricha Velikého z roku 1750 se jako polský název objevuje Nowe Miasto Krolewskie. Z 19. století je doložen kromě jiného tvar Neustadt an der Prudnik, kde původní název byl ponechán pro řeku, ale nakonec se jako oficiální pojmenování města a okresu ustálilo Neustadt in Oberschlesien („Nové Město v Horním Slezsku“), často a po roce 1908 i úředně v grafické podobě Neustadt O.S.
V roce 1945 byl do polského úředního styku zprvu zaveden název Prądnik. K oficiálnímu přejmenování na Prudnik došlo 7. května 1946. Předcházela tomu mnohaměsíční debata v místním tisku a oba tvary existovaly ještě nějakou dobu souběžně.
Slezský slovník Reinholda Olescha uvádí názvy Prudnik a Prōmnik (alternativním pravopisem Průmnik).

## Historie
Ve středověku se oblast dnešního Prudníku nacházela na pomezí kmenových území Holasiců a Opolanů. Podle místní tradice existovala na břehu řeky severně od dnešního centra předlokační osada zvaná Polská Ves (Polska Wieś), ale současní historici toto tvrzení rozporují. Za zakladatele města a iniciátora stavby hradu zvaného Wogendrüssel (nebo Wogendrossel, Woggendrossel) se považuje Vok I. z Rožmberka, který zde působil kolem roku 1255. V zakladatelské činnosti pokračoval jeho syn Jindřich I. z Rožmberka a rok 1279 se běžně uvádí jako datum, kdy proběhla lokace Prudníku/Neustadtu podle magdeburského práva.

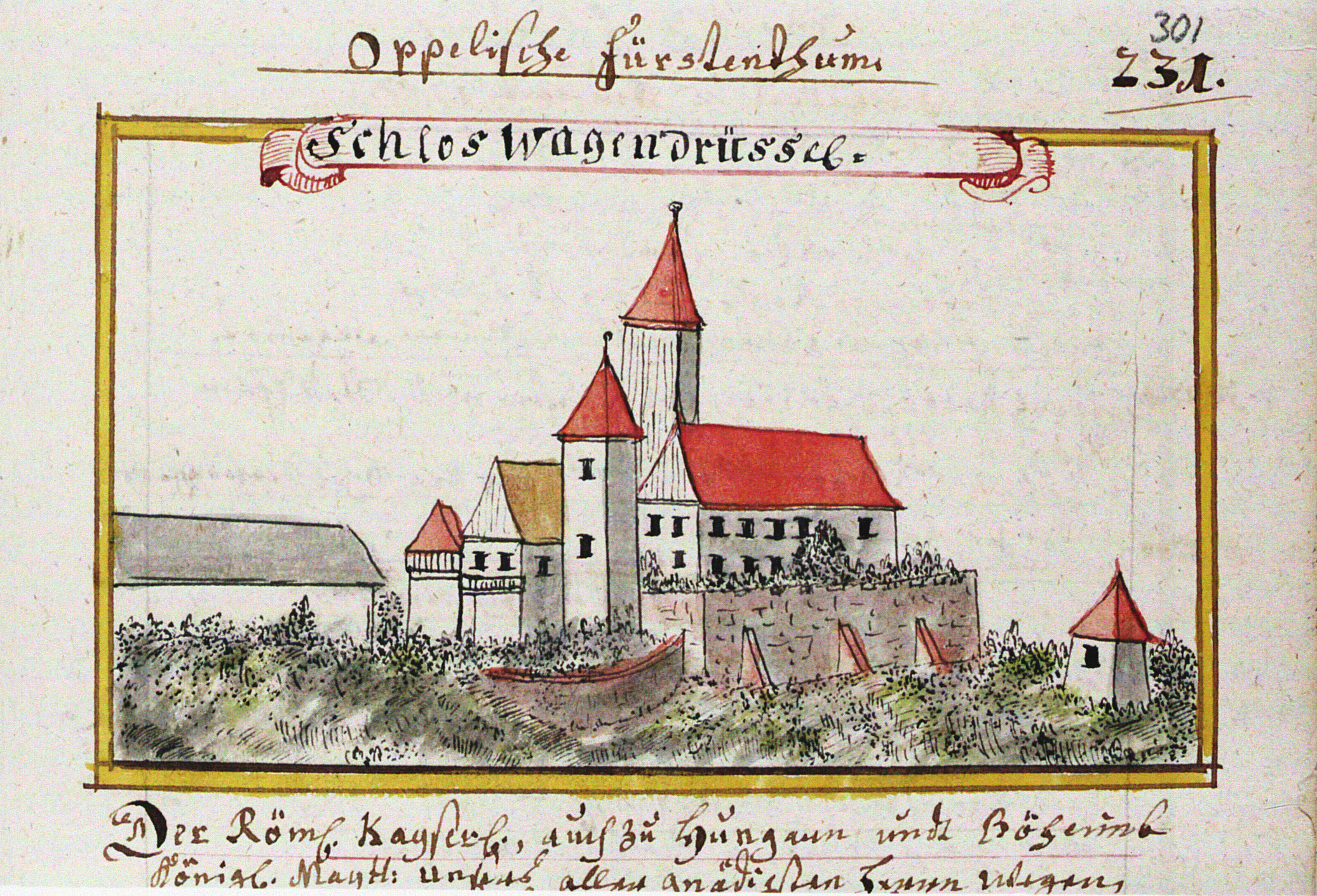
Prudnický hrad v 18. století podle Friedricha Bernharda Wernera

Původně byl součástí Opavského knížectví, které se tehdy ještě počítalo k Moravě. 6. ledna 1337 prodal Jan Lucemburský prudnické panství Boleslavovi I. Falkenberskému za dva tisíce hřiven pražských grošů. Od té doby sdílelo osudy Falkenberského, Opolského a Opolsko-Ratibořského knížectví v rámci Slezska. Po smrti Vladislava II. Opolského došlo k vyčlenění hornohlohovsko-prudnického knížectví, v němž vládl od roku 1424 Boleslav V. Heretik („pán na Horním Hlohově a Prudníku“), který po dobytí Horního Hlohova oddíly Prokopa Holého v roce 1428 přilnul k husitům. Kníže sekularizoval církevní majetek ve svém panství. Po Boleslavově smrti sjednotil Mikuláš I. Opolský Hornohlohovsko a Prudnicko opět s Opolským knížectvím. Až do roku 1629 patřilo Prudnicko olomoucké diecézi, poté bylo připojeno v souladu s politickou příslušností ke vratislavské.
V důsledku rozdělení Slezska po první slezské válce v roce 1742 připadl Prudník Prusku a ocitl se v těsné blízkosti nové prusko-rakouské hranice. Stal se sídlem okresu (Landkreis Neustadt O.S), který od správní reformy roku 1815 byl součástí vládního obvodu Opolí v rámci provincie Slezsko. Roku 1806 vyhořel prudnický hrad až na bergfrit dnes známý jako Vokova věž.

Plán města z roku 1890

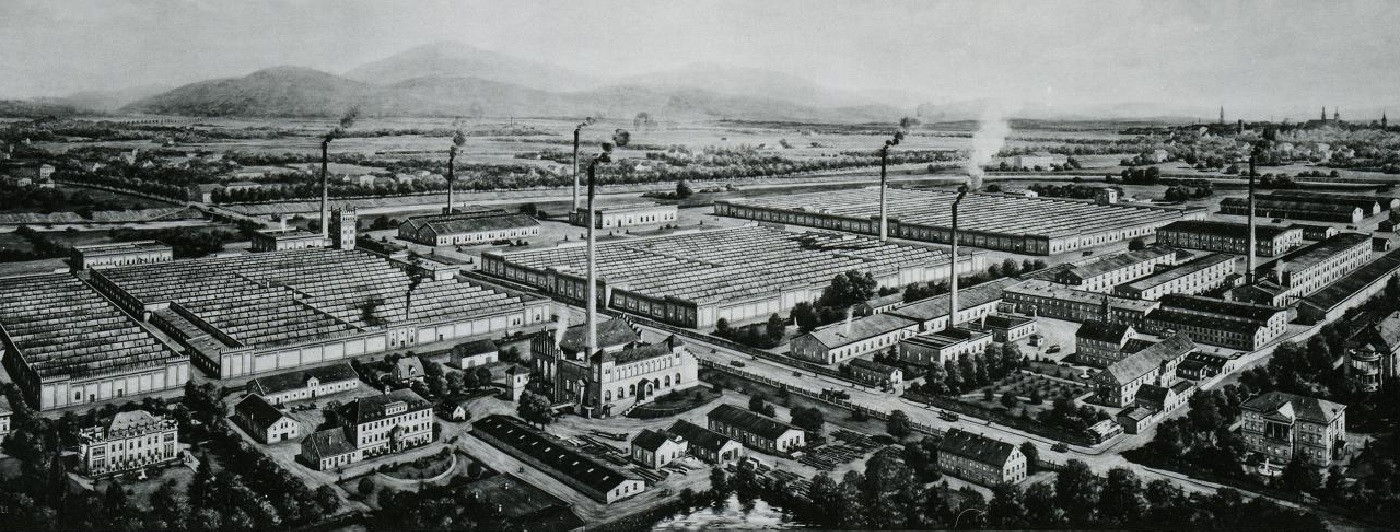
Areál továrny S. Fränkel ve 30. letech 20. století

V době industrializace se do dějin města obzvlášť významně zapsal Samuel Fränkel, židovský podnikatel z nedaleké Bělé, který zde v roce 1845 založil přádelnu lnu. V severozápadní částí města na obou stranách dnešní ulice Niské (Nyska) vznikl postupně rozlehlý průmyslový komplex a firma S. Fränkel se stala významným výrobcem textilu v evropském měřítku s pobočkami mj. v Berlíně a Augsburgu. Rodina Fränklových výrazně poznamenala veřejný život v Prudníku na přelomu 19. a 20. století, Samuelův syn Hermann byl kromě jiného jedním z fundátorů městského parku v roce 1880 a vnuk Max Pinkus vytvořil ve své vile vzácnou Slezskou knihovnu s 25 tisíci svazků, na jejich popud byla též postavena místní synagoga. Roku 1938 byla rodina nucena k emigraci a podnik byl arizován jako Schlesische Feinweberei AG Neustadt O.S. 26. září 1944 byl v textilce zřízen pobočný tábor Auschwitz.
V roce 1876 získal Prudník železniční spojení s Kandřínem a Nisou, a v roce 1896 s Gogolinem přes Bělou a Krapkowice. Počet obyvatel se v druhé polovině 19. století ztrojnásobil: ze 6 125 v roce 1840 stoupl na 17 577 v roce 1890. Podle sčítání lidu z roku 1910 žilo ve městě 18 856 osob, z toho 95,8 % německojazyčných a 85,5 % katolíků. 703 osoby patřily k vojenské posádce. V té době Prudník dosahoval svého předválečného maxima. Do roku 1939 populace klesla na 16 937.

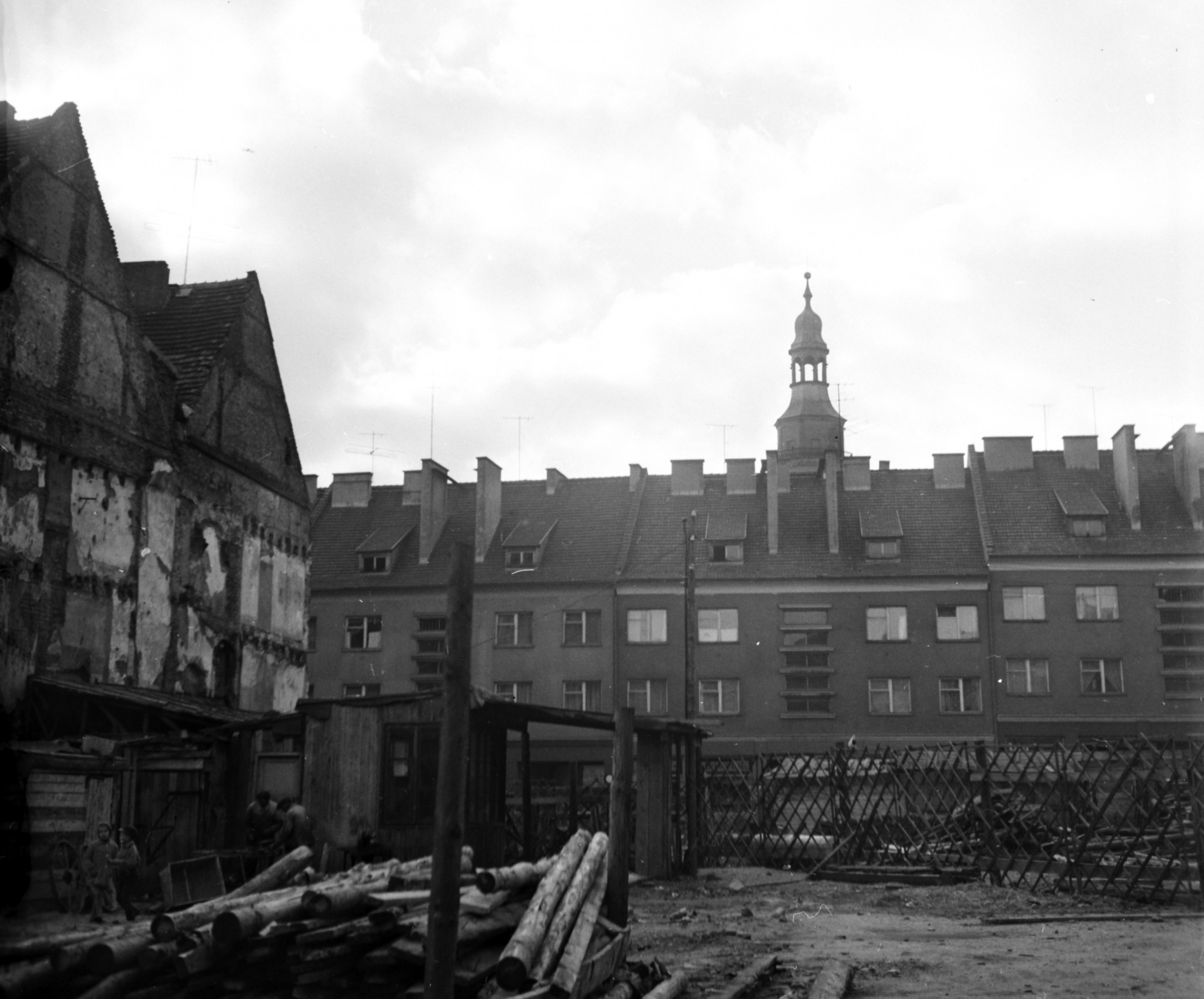
Asanace Starého Města (1961)

Rudou armádou byl Prudník obsazen 18. března 1945, nicméně až do konce války se nacházel poblíž frontové linie. 23. března shodila sovětská letadla bomby na historické centrum včetně hlavního náměstí, pravděpodobně se jednalo o omyl. Na základě Jaltské a Postupimské dohody došlo k připojení města k Polsku. Odsunutou německou populaci nahradili polští přesídlenci z východních území postoupených SSSR (zejména z Ternopilska a Nadvirné) a osadníci z polského vnitrozemí.
Dne 3. června 1945, během sporů o průběh československo-polské hranice po druhé světové válce, vnikla do Prudníku skupina českých četníků a dobrovolníků ze Zlatých Hor. Obsadila radnici, vyvěsila na ní československou vlajku a vyhlásila připojení města k Československu. Večer téhož dne přibyli do města ozbrojení příslušníci polské armády a vyzvali Čechy ke složení zbraní a opuštění Prudníku. Od požadavku složení zbraní nakonec Poláci upustili, ale Češi se museli druhý den ráno stáhnout zpět za hraniční linii.
Od roku 1950 náleží Prudnicko k Opolskému vojvodství. Staré Město, zničené sovětským bombardováním bylo po válce asanováno, což vedlo  v 50. a 60. letech 20. stol. k nahrazení podstatné části historické zástavby centra novostavbami. Bývalá textilní továrna Samuela Fränkela dostala po znárodnění jméno Bavlnářské závody (Zakłady Przemysłu Bawełnianego) „Frotex“ a byla po dlouhá léta největším zaměstnavatelem ve městě. Fungovala do roku 2014. V září 1980 byla dějištěm jedné z velkých stávkových akcí první vlny Solidarity. Druhým významným podnikem socialistického Prudníku se staly Obuvnické závody (Prudnickie Zakłady Obuwia) „Primus“ existující v letech 1945–2004. Roku 1949 byl založen prudnický státní hřebčín (Stadnina Koni Prudnik). V 80. letech bylo na východním okraji města postaveno panelové sídliště Jasionowe Wzgórze. V roce 1977 vznikla literární skupina Klub Ludzi Piszących (Klub píšících lidí).

### Obyvatelstvo
| Rok  | Obyvatel |
| ---- | -------- |
| 1534 | 114      |
| 1754 | 2 905    |
| 1764 | 2 722    |
| 1774 | 3 048    |
| 1784 | 3 326    |

| Rok  | Obyvatel |
| ---- | -------- |
| 1803 | 3 684    |
| 1816 | 3 780    |
| 1825 | 4 377    |
| 1831 | 4 862    |
| 1840 | 6 246    |

| Rok  | Obyvatel |
| ---- | -------- |
| 1855 | 6 909    |
| 1861 | 7 953    |
| 1867 | 9 623    |
| 1871 | 10 941   |
| 1890 | 17 577   |

| Rok  | Obyvatel |
| ---- | -------- |
| 1905 | 20 187   |
| 1910 | 18 856   |
| 1925 | 17 052   |
| 1933 | 17 738   |
| 1939 | 16 937   |

| Rok  | Obyvatel |
| ---- | -------- |
| 1946 | 10 886   |
| 1956 | 14 900   |
| 1962 | 18 200   |
| 1980 | 22 402   |
| 1990 | 26 400   |

| Rok  | Obyvatel |
| ---- | -------- |
| 2000 | 23 800   |
| 2005 | 23 234   |
| 2015 | 21 472   |

## Městské části

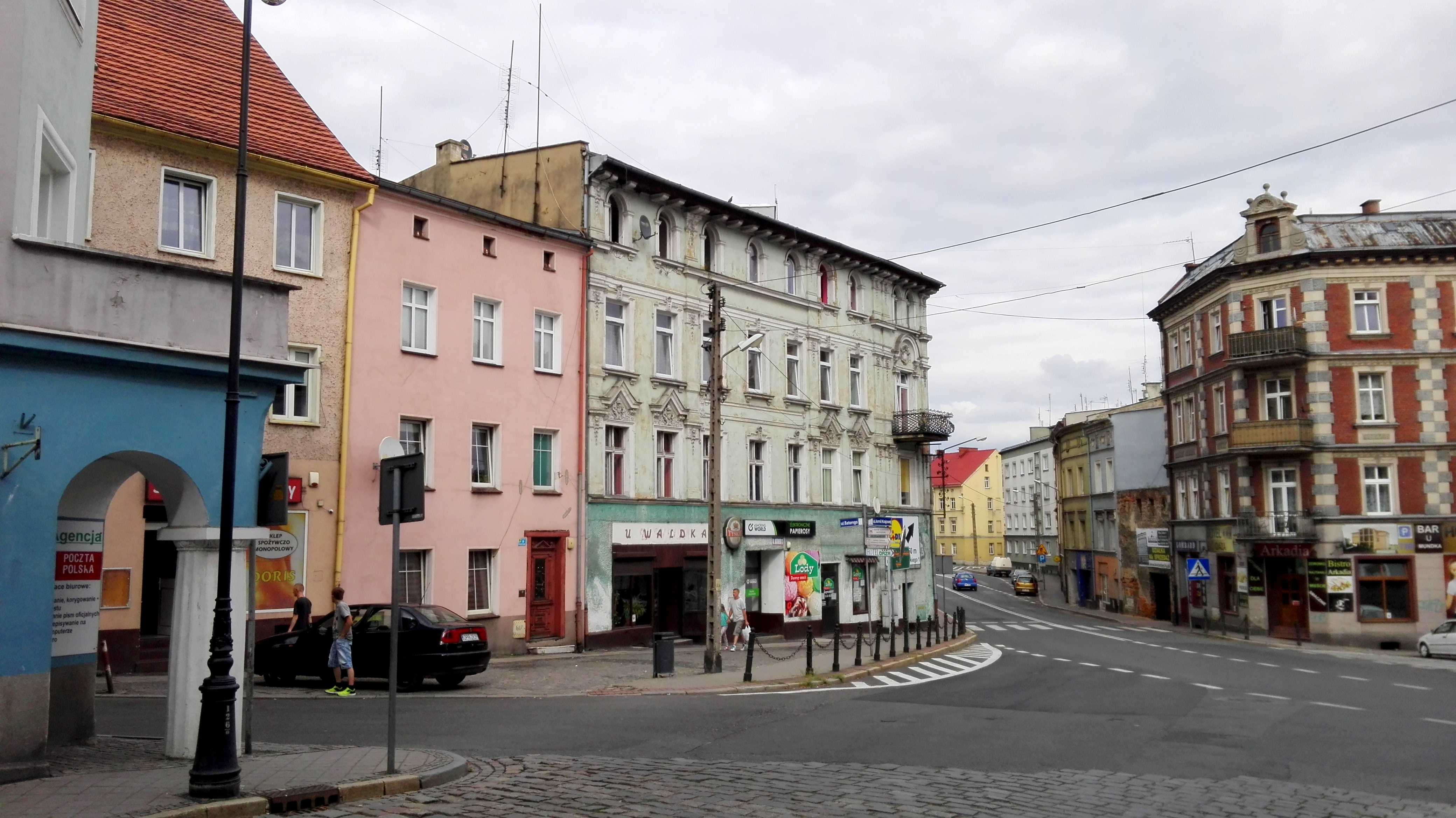
Dolní Předměstí – ulice Batorego

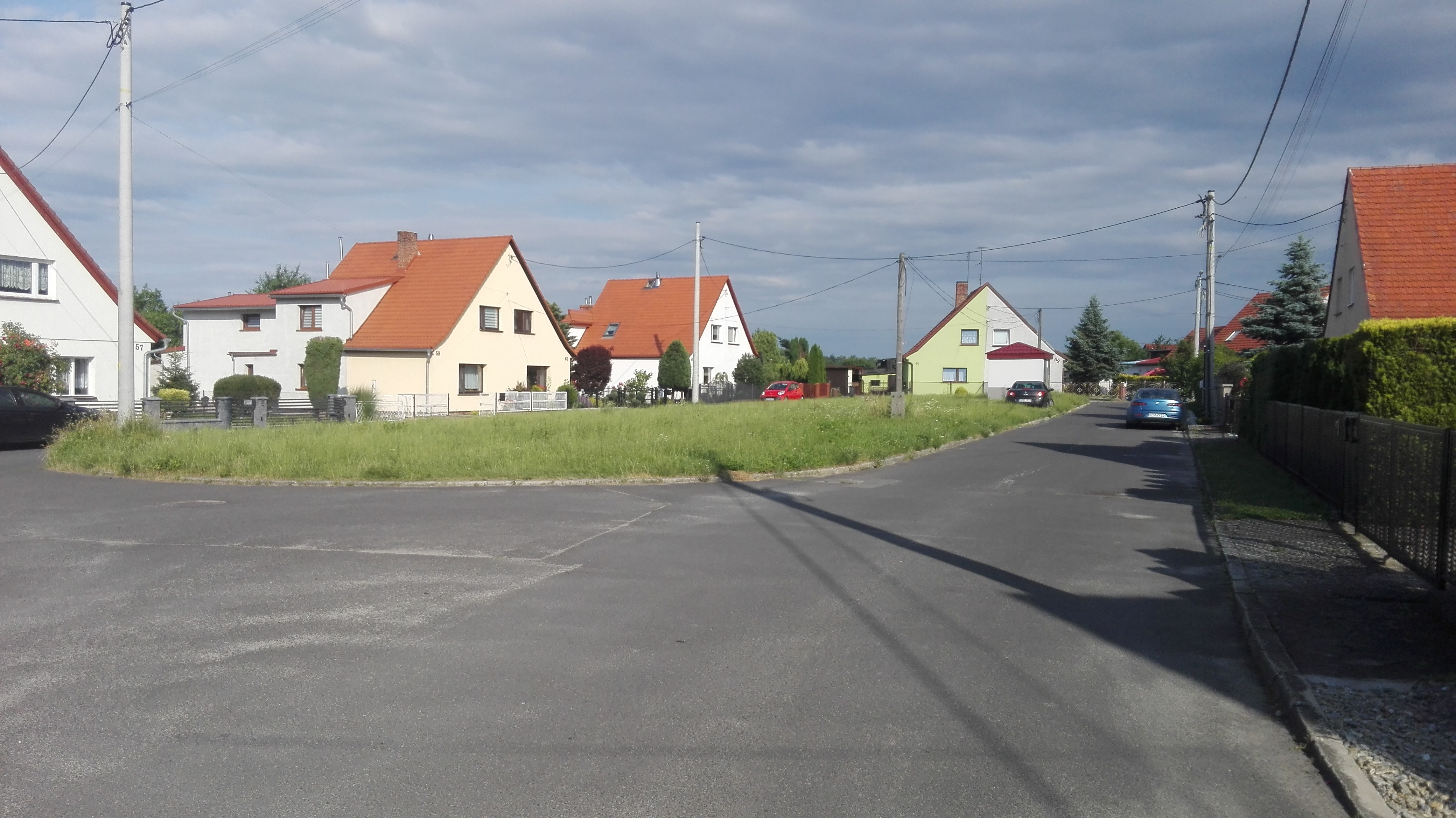
Kolonia Karola Miarki

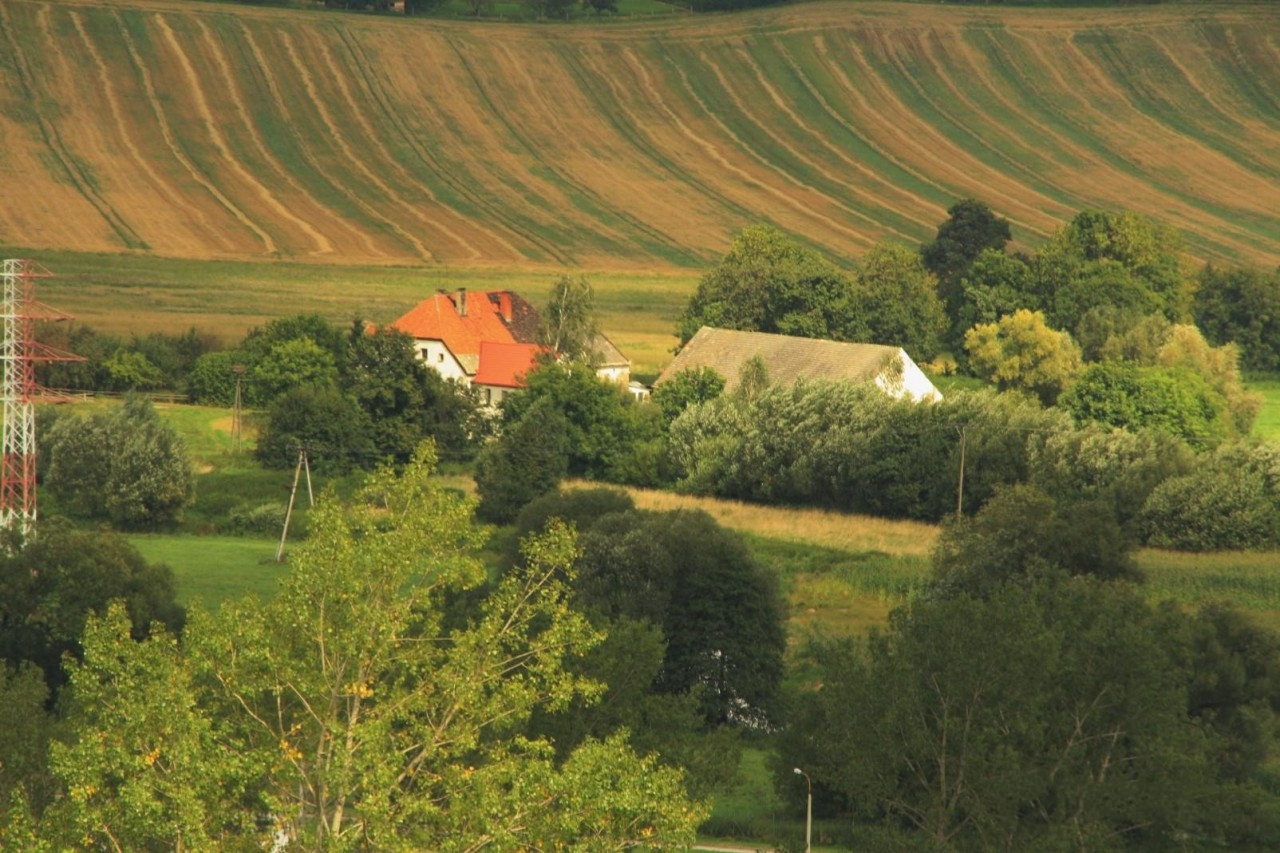
Młyn Czyżyka (Čížkový mlýn)

Prudník nemá oficiální členění na samosprávné městské části, nicméně funkčně a urbanisticky lze vymezit následující čtvrti:
- Stare Miasto (Staré Město) – historické jádro oválného tvaru soustředěné kolem hlavního náměstí (Rynku)
- Dolne Przedmieście (Dolní Předměstí) – východní historické předměstí města na obou stranách řeky Prudník
- Górne Przedmieście (Horní Předměstí) – západní historické předměstí města, jeho centrem je Plac Wolności (náměstí Svobody)
- Nowe Przedmieście (Nové Předměstí) – jižní historické předměstí města soustředěné kolem ulic Traugutta a Młyńska
- Jasionowe Wzgórze – panelové sídliště z 80. let 20. století na východním okraji města
- Kolonia Karola Miarki – sídliště rodinných domů na severovýchodě města u výpadovky na Krapkowice, jehož jádro tvoří kolonie postavená ve 30. letech 20. století pro zaměstnance textilní továrny S. Fränkel
- Osiedle Wyszyńskiego (Sídliště Wyszyńského) – sídliště s panelovou a rodinnou zástavbou navazující na Nové předměstí
- Osiedle Zacisze (Sídliště Zátiší) – sídliště rodinných domů na západním okraji města
- Osiedle Tysiąclecia (Sídliště Tisíciletí) – sídliště rodinných domů na jihozápadním okraji města, navazuje na sídliště Zacisze a Wyszyńskiego
- Dzielnica Przemysłowa (Průmyslová čtvrť) – průmyslová zóna rozkládající se severně od železniční trati Kandřín-Kozlí – Nisa a vlakového nádraží

Dále podle databáze územních celků TERYT jsou částmi města:
- Górka (Horka) – okolí někdejší cihelny Konrada Habela na jihovýchodě města poblíž sídliště Jasionowe Wzgórze
- Młyn Czyżyka (Čížkový Mlýn) – okolí historického obilného mlýna na jižním okraji města
- Lipy neboli Lipno – okolí někdejšího poplužního dvora Lindenvorwerk na jižním okraji města

Katastrální území města je atypicky prodlouženo k jihozápadu a úzkým pruhem vtěsnaným mezi obce Łąka Prudnicka (Louka), Dębowiec (Dubovec) a Trzebina (Kunčice) sahá až ke státní hranici. Tato část Prudníku je vesměs zalesněná (Prudnický les, polsky Las Prudnicki) a nachází se tady několik vyvýšenin náležících ke Chráněné krajinné oblasti Zlatohorská vrchovina (Park Krajobrazowy Góry Opawskie): Kapliczna Góra (320 m n. m.), Kozia Góra nazývaná také Klasztorne Wzgórze (316 m n. m.), Kraska (391 m n. m.), Okopowa (388 m n. m.), Wróblik (396 m n. m.), Zbylut (353 m n. m.).

## Pamětihodnosti
- Rynek – hlavní náměstí, střed historického jádra; většina měšťanských domů, které jej původně obklopovaly, byla zničena při bombardování v roce 1945 nebo během asanace Starého Města v 50. letech 20. století a nahrazena novostavbami;
  - Radnice – postavená uprostřed náměstí v roce 1782, v letech 1840–1842 byla přestavěna do dnešní klasicistní podoby; nyní sídlo matričního úřadu a obecní školské správy (Gminny Zarząd Oświaty i Wychowania); charakteristickým stavebním prvkem je 63 m vysoká věž;
  - Morový sloup z roku 1694 se sousoším Panny Marie s Ježíškem na vrcholu a sochami archandělů Michaela, Rafaela, Gabriela a Anděla strážného ve spodním patře;
  - Socha svatého Jana Nepomuckého z roku 1733;
  - Barokní kašna z roku 1696 zakončena plastikou dvouhlavého habsburského orla;
- Kostel svatého Michaela archanděla – katolický farní kostel poprvé zmiňovaný ve 13. století a do současné barokní podoby přestavěný v letech 1730–1738;
- Klášter a špitál milosrdných bratří (1782–1783) s kostelem svatého Petra a Pavla (1785–1787, věž dostavěná v roce 1793);
- Františkánský klášter s novogotickým kostelem svatého Josefa v Prudnickém lese – komplex vybudovaný v roce 1852 (klášter) a 1866 (kostel), současnou podobu získal při obnově po druhé světové válce; v letech 1954–1955 byl zde internován polský primas Stefan Wyszyński;
- Vokova věž – gotický bergfrit, jediný pozůstatek prudnického hradu, který vyhořel v roce 1806; slouží jako rozhledna; je pojmenována podle zakladatele města Voka I. z Rožmberka;
- Pozůstatky středověkých městských hradeb: dochovaly se dvě bašty i s přilehlou budovou (bývalá zbrojnice), kde nyní sídlí Muzeum Prudnicka (Muzeum Ziemi Prudnickiej) a věž Dolní brány (východní městské brány) poprvé zmiňovaná v roce 1481;
- Prudnické kulturní centrum (Prudnicki Ośrodek Kultury) – původně vila postavená v roce 1883 v novorenesančním stylu pro Hermanna Fränkela, syna průmyslníka Samuela Fränkela;
- Vila v ulici Nyska 2 – novorenesanční z roku 1882, obývali ji vnukové Samuela Fränkela: Ernst Fränkel a Max Pinkus; v současnosti je v soukromém vlastnictví;
- Střední zdravotnická škola (Zespół Szkół Medycznych im. Janusza Korczaka) – původně novorenesanční vila postavená v roce 1873 pro Samuelova zetě Josefa Pinkuse;
- Gymnázium Stefanie Sempołowské (II Liceum Ogólnokształcące im. Stefanii Sempołowskiej) – expresionistická stavba z roku 1928, původně soukromé dívčí gymnázium;
- Městské lázně – secesní budova z roku 1907; nadále slouží jako bazén v gesci Sportovního a rekreačního střediska (Ośrodek Sportu i Rekreacji, OSiR);
- Městský park – založený v 80. letech 19. století; dochovaly se v něm mj. hudební pavilon z roku 1887, pomník na počest pruské armády předělaný na památník sedmisetletí Prudníku a tisíciletí polského státu, pomník vojáku padlých za první světové války předělaný na pomník meziválečného Sdružení Poláků v Německu (Związek Polaków w Niemczech), socha bohyně Diany z roku 1911 a historické veřejné záchodky;
- Soubor historických budov v areálu bývalé textilní továrny Samuela Fränkela v ulici Nyska, po druhé světové válce Bavlnářské závody „Frotex“;
- Židovský hřbitov – založený v roce 1860; nebyl zničen v období nacismu; bývalá obřadní síň slouží po přestavbě v roce 1990 jako letniční kostel;

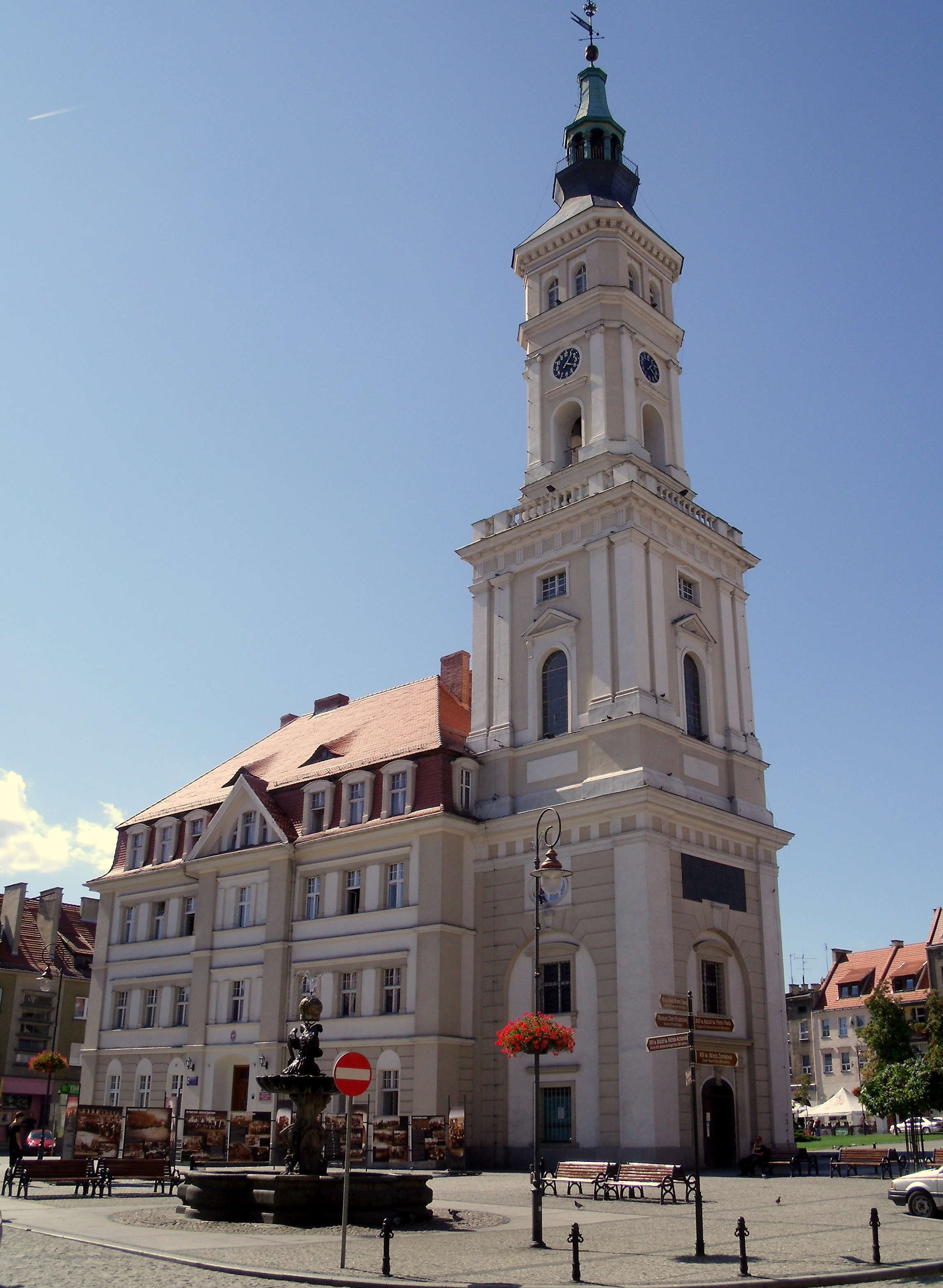
Radnice
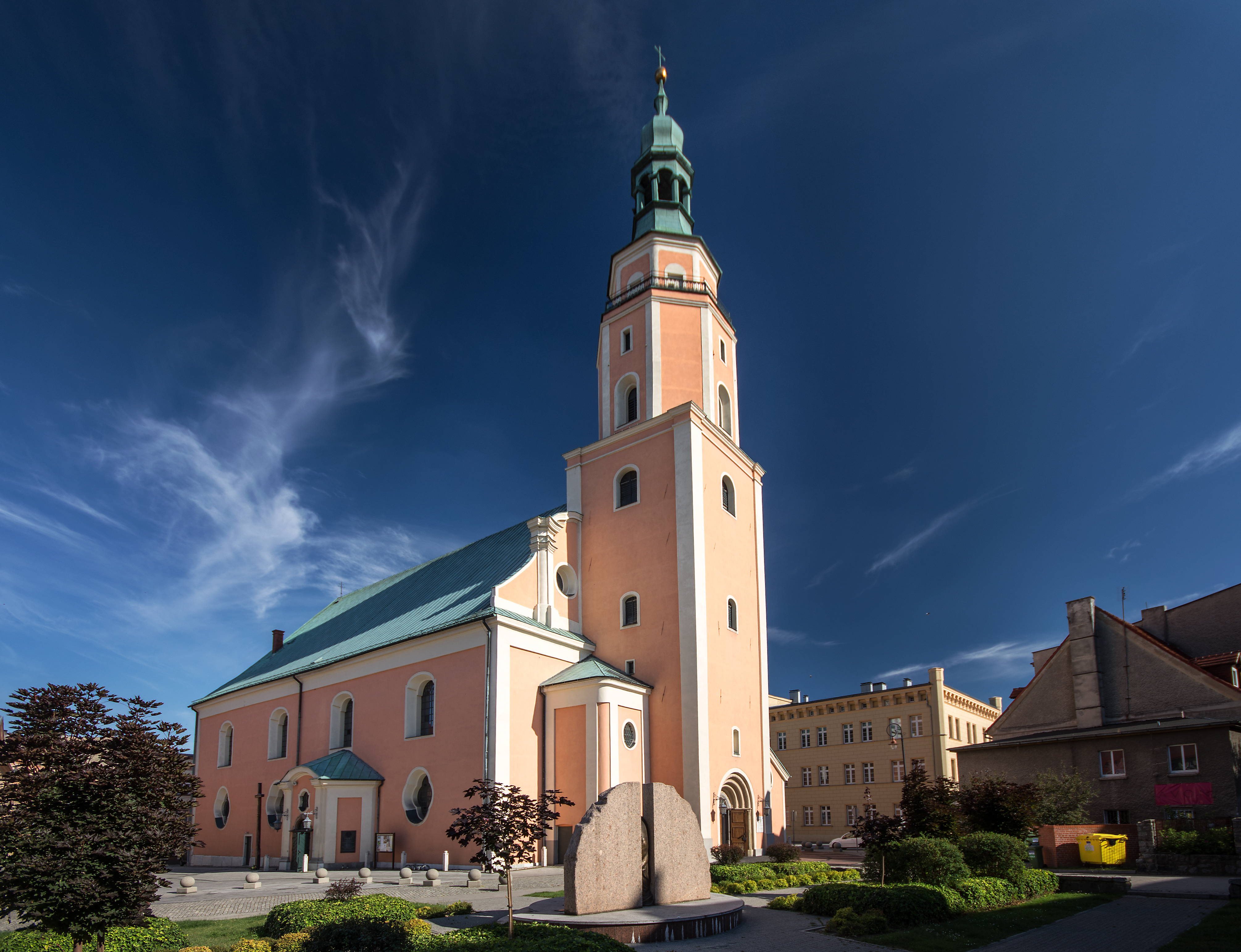
Kostel svatého Michaela archanděla
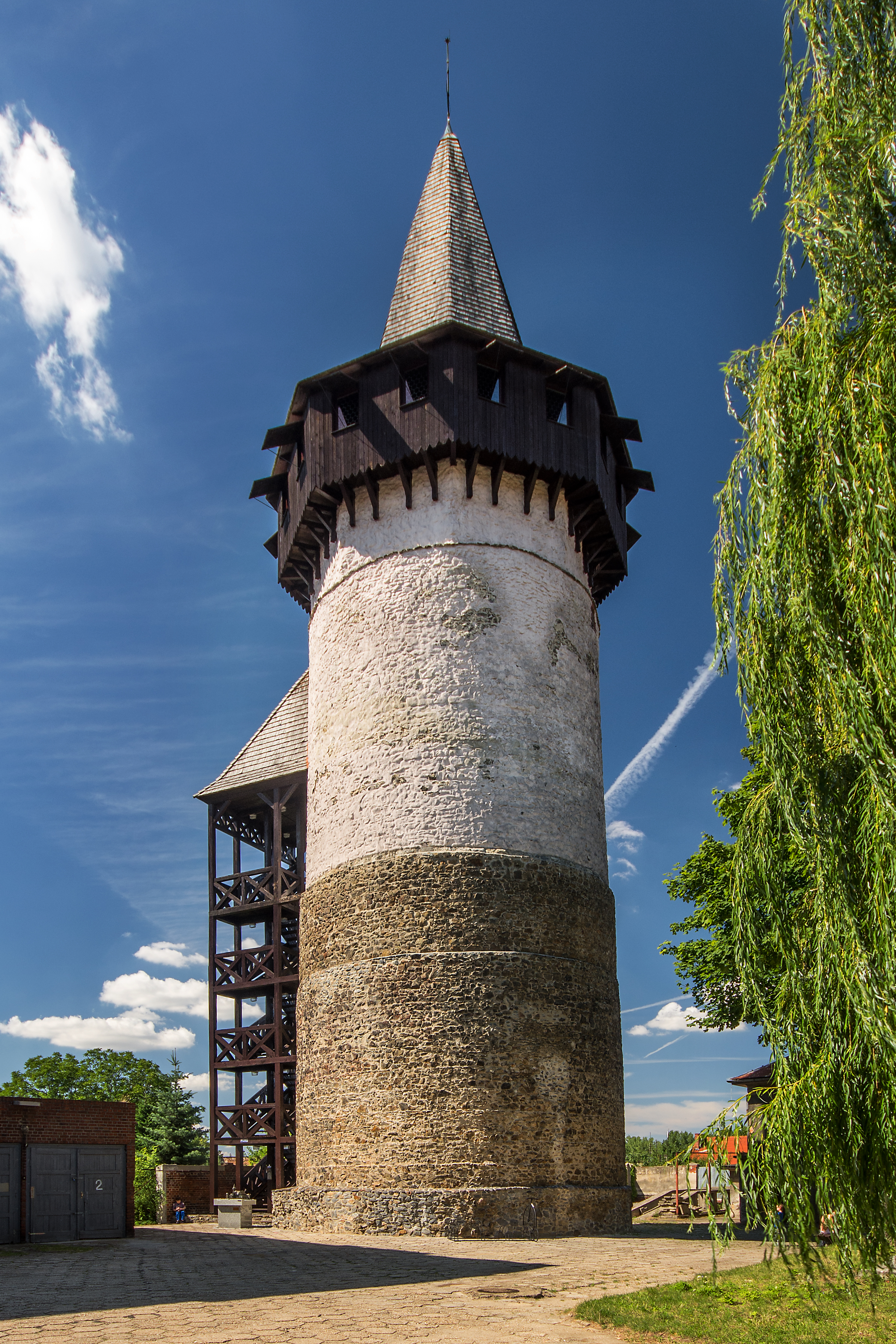
Vokova věž
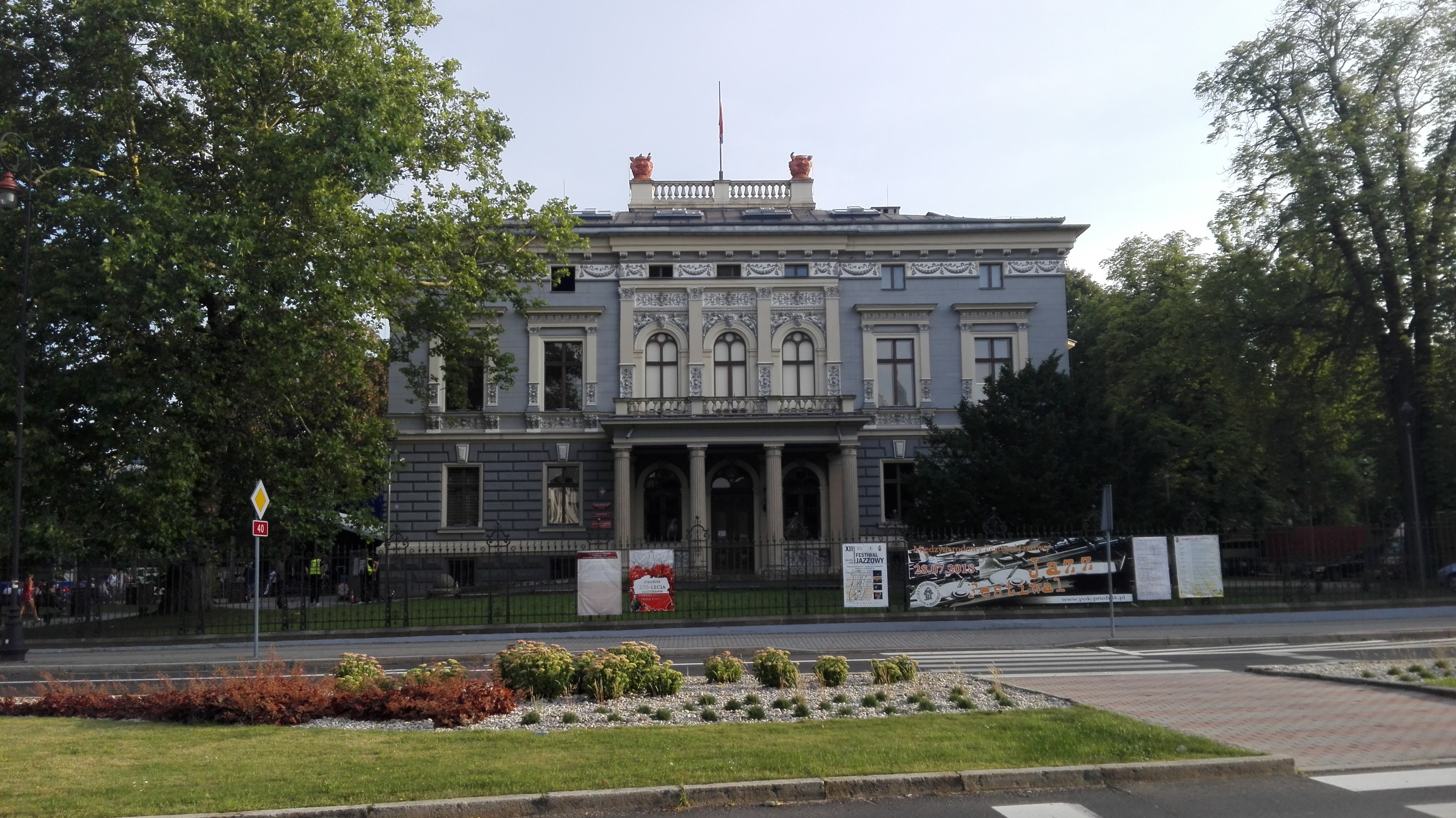
Prudnické kulturní centrum
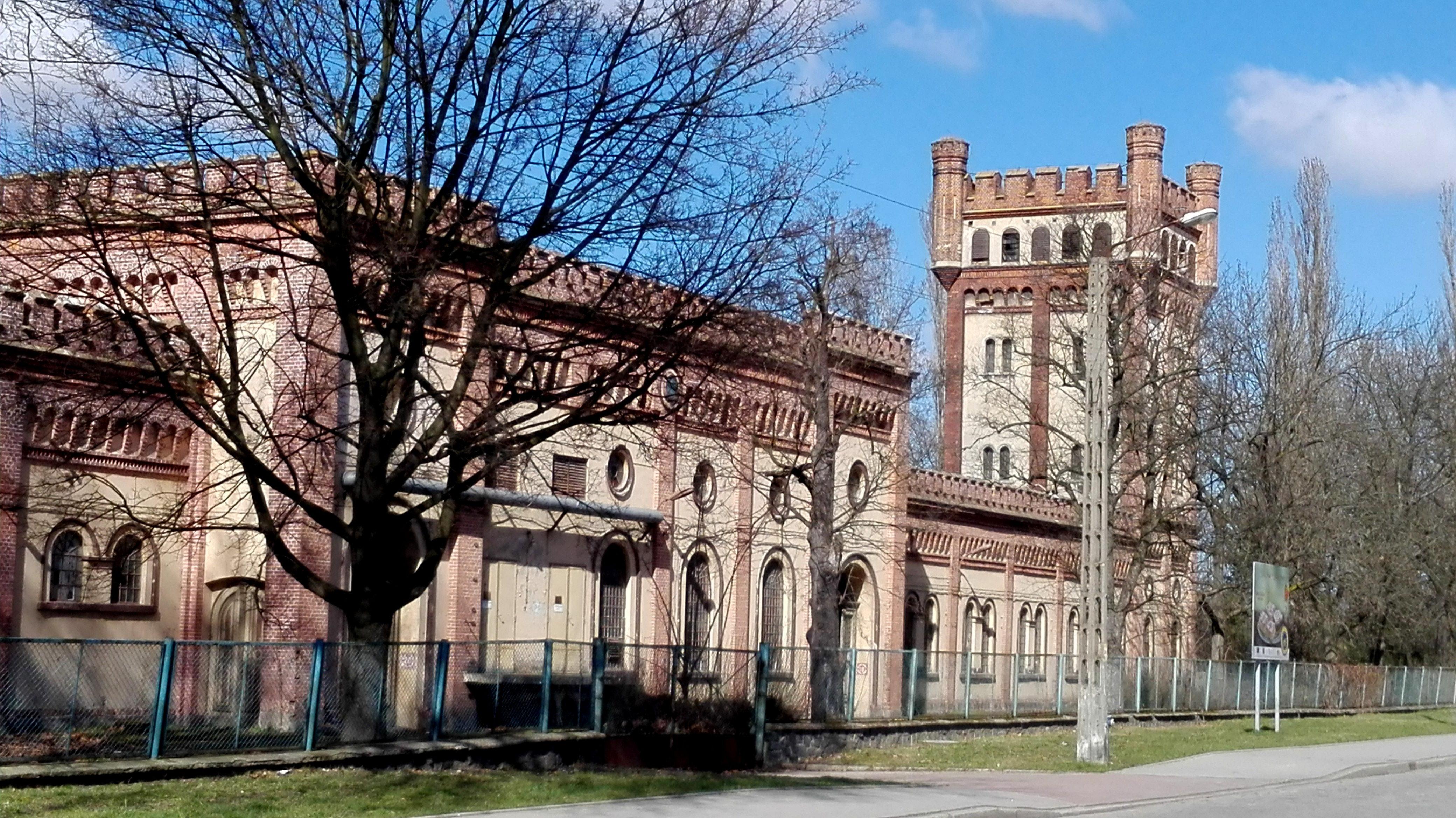
Bývalá továrna Samuela Fränkela (Frotex)
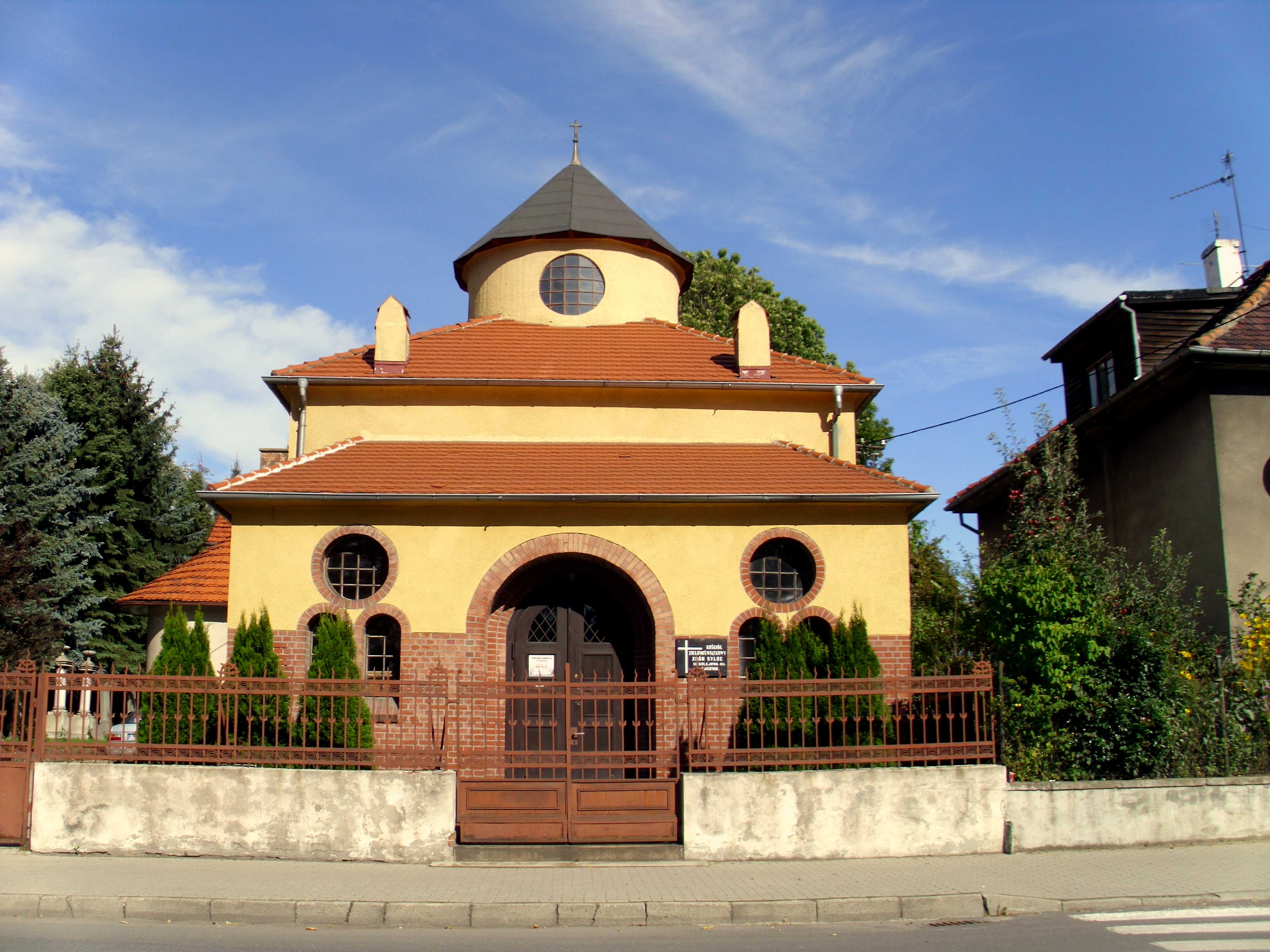
Letniční kostel – bývalá židovská obřadní síň
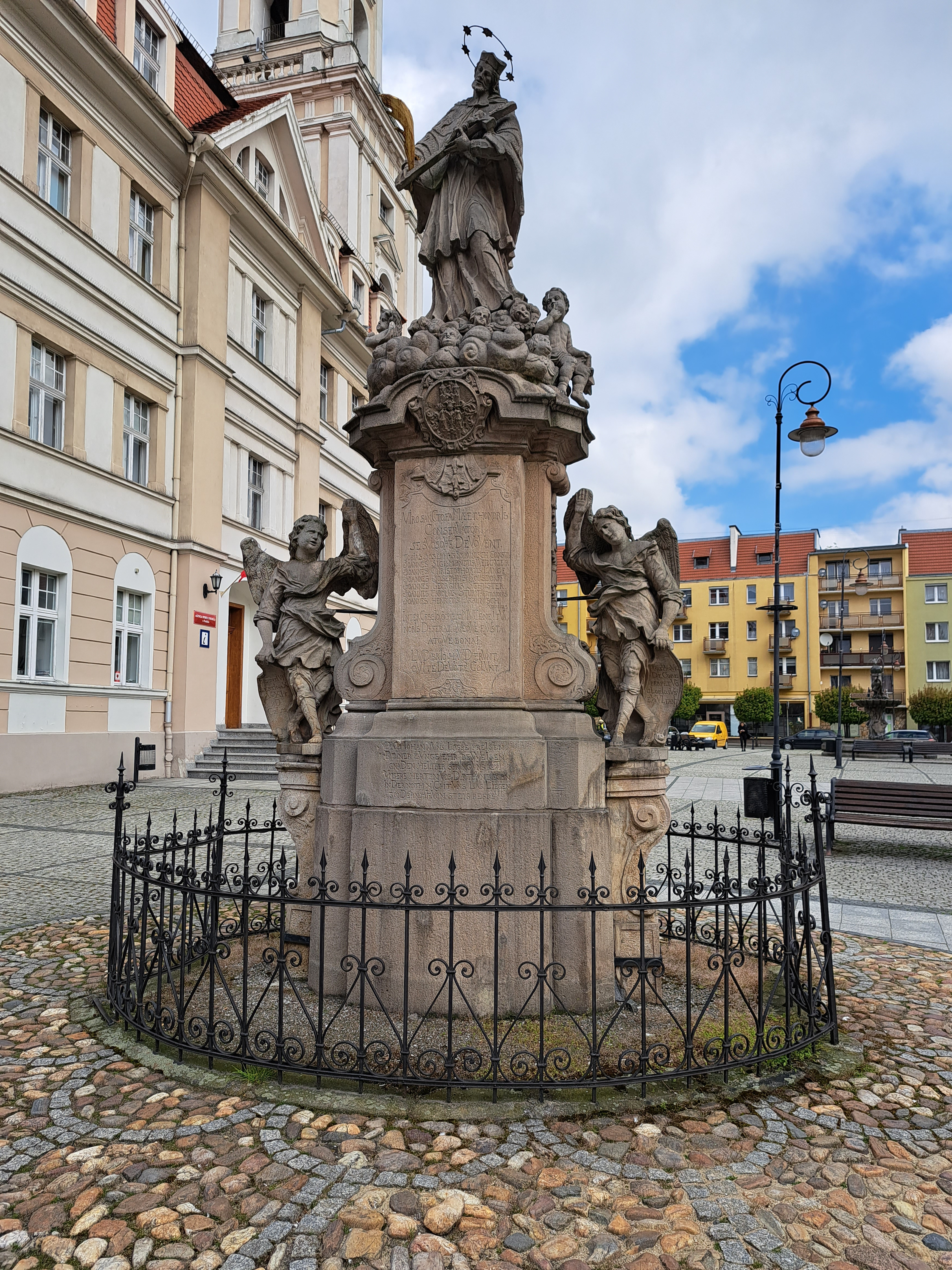
socha  sv. Jana Nepomuckého

## Kultura
- Muzeum Prudnicka (Muzeum Ziemi Prudnickiej) – kulturní instituce založená v roce 1959; hlavní sídlo muzea tvoří budova bývalé zbrojnice přiléhající k středověkým městským hradbám (ulice Bolesława Chrobrego 5);
- Centrum tkalcovských tradic (Centrum Tradycji Tkackich) – otevřené v roce 2009 jako oddělení Muzea Prudnicka; jeho úkolem je udržovat a propagovat tradice textilního průmyslu v Prudníku, jež vtiskl viditelné stopy do obrazu města, prostřednictvím organizování tkalcovských workshopů, setkání a výstav; nachází se na adrese Królowej Jadwigi 23;

## Doprava

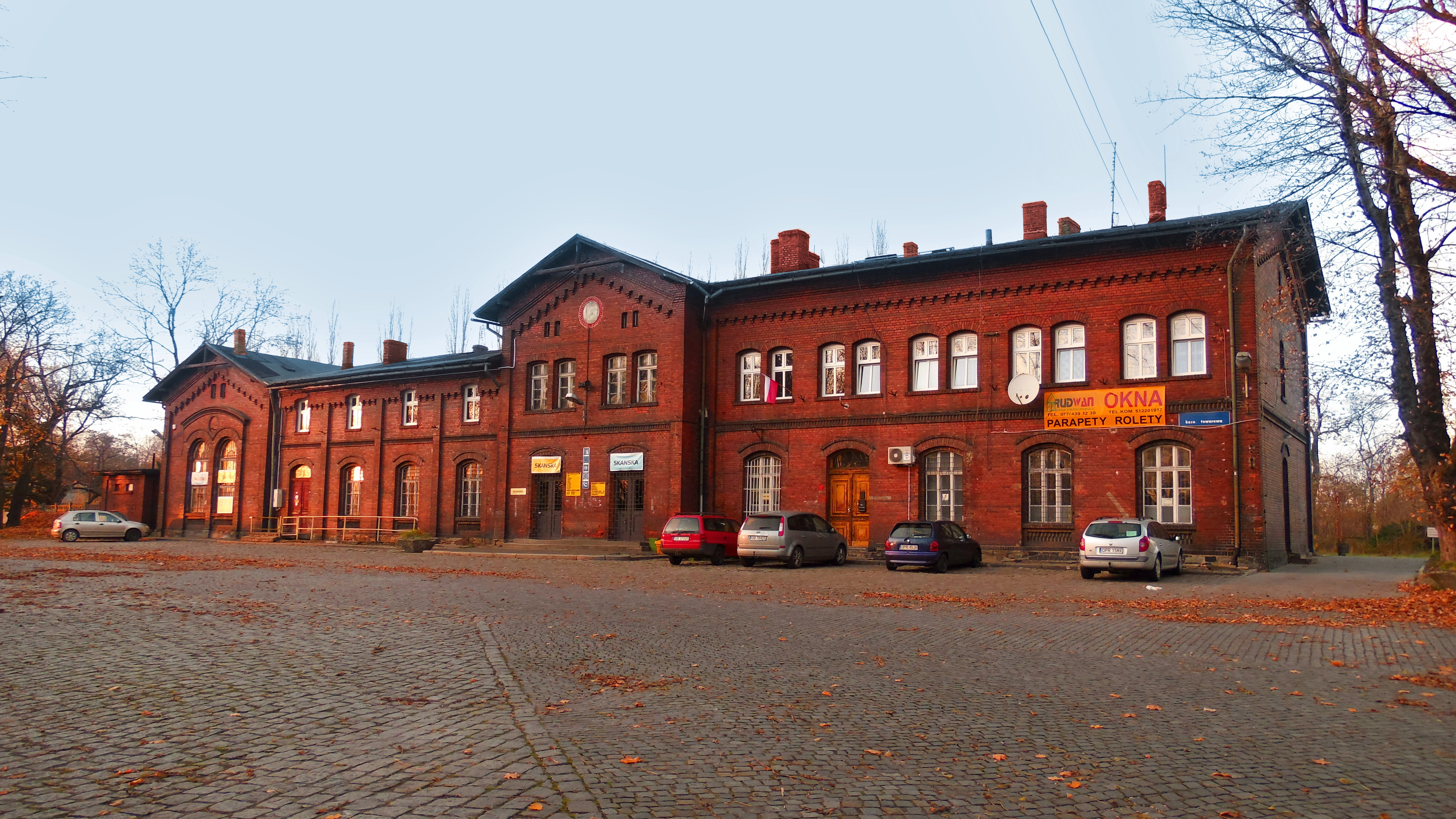
Vlakové nádraží

Město leží na železniční trati Kandřín-Kozlí – Nisa, jež je součástí trati č. 137 Katovice – Lehnice. Ve stanici Prudnik, která se nachází v severní části města, zastavují osobní vlaky společnosti Polregio a také v jízdním řádu 2020/2021 dva rychlíky: Sudety Krakov – Jelení Hora a Kormoran Olštýn – Polanica-Zdrój (Starý Bor). Osobní provoz na odbočující trati do Bělé a Krapkowic byl zastaven v roce 1991, v současnosti po ní jezdí pouze vojenské nákladní vlaky.
Prudníkem prochází národní silnice č. 40 spojující katovickou konurbaci a Kandřín-Kozlí s bývalým hraničním přechodem Hlucholazy/Mikulovice, kde se na ni napojuje silnice I/44 do Jeseníku a Šumperka, a také národní silnice č. 41, jež vede z Nisy ke hraničnímu přechodu Trzebina/Bartultovice, odkud pokračuje jako silnice I/57 do Krnova a Opavy. Vojvodská silnice č. 414 spojuje Prudník s Bělou a Opolím. V roce 2003 byl dokončen severovýchodní obchvat města. V plánech je východní obchvat, který vyvede silnici č. 41 mimo zastavěné území. Silnice č. 40 nadále protíná přímo centrum města.
Příměstskou a regionální autobusovou dopravu v rámci Polska zajišťují dopravní podniky PKS Głubczyce, PKS Nysa a PKS Opole, a také soukromá firma Euro-Bus Nysa (spoje do Vratislavi). Autobusové stanoviště se nachází na Horním Předměstí v blízkosti náměstí Svobody (Plac Wolności) a městských lázní. PUH Fox Michał Jednoróg je operátorem vnitroměstské autobusové linky. Přeshraniční doprava není provozována.

## Rodáci
- Matthäus Apelles von Löwenstern (1594–1648) – hudební skladatel, autor náboženských písní
- Felice Bauerová (1887–1960) – snoubenka Franze Kafky
- Gerard Bernacki (1942–2018) – římskokatolický duchovní, pomocný biskup katovický v letech 1988–2012
- Karl Dziatzko (1842–1903) – klasický filolog a knihovědec, zakladatel prvního ústavu pro knihovnictví na univerzitě v Göttingenu v roce 1886
- Eugen Fraenkel (1853–1925) – patolog a bakteriolog, objevitel Clostridium perfringens
- Samuel Fränkel (1801–1881) – podnikatel, zakladatel textilní továrny známé později jako Frotex; narozený v Bělé
- Jan Góra (1948–2015) – dominikán, iniciátor setkání katolické mládeže Lednica 2000
- Aleksandra Konieczna (* 1965) – filmová a divadelní herečka
- Mikuláš Henelius (1582–1656) – kronikář období humanismu, autor latinských spisů o Slezsku
- Margarete Müller (* 1931) – politička, členka ústředního výboru SED v letech 1963–1989 od roku 1971 členka Státní rady Německé demokratické republiky
- Walter Odersky (* 1931) – právník, předsedá Spolkového soudního dvoru SRN v letech 1988–1996
- Max Pinkus (1857–1934) – podnikatel, mecenáš, tvůrce soukromé Slezské knihovny; vnuk Samuela Fränkela
- Hellmuth Reymann (1892–1988) – vojenský důstojník, jeden z posledních velitelů obrany Berlína v roce 1945
- Bernd Scholz (1911–1969) – hudební skladatel
- Karl Streibel (1903–1986) – sturmbannführer Waffen-SS, velitel pracovního tábora Trawniki
- Stanisław Szozda (1950–2013) – cyklista
- Dietrich Unkrodt (1934–2006) – hudebník, průkopník sólové hry na tubu
- Kurt Wintgens (1894–1916) – vojenský pilot, jeden z prvních německých leteckých es za první světové války

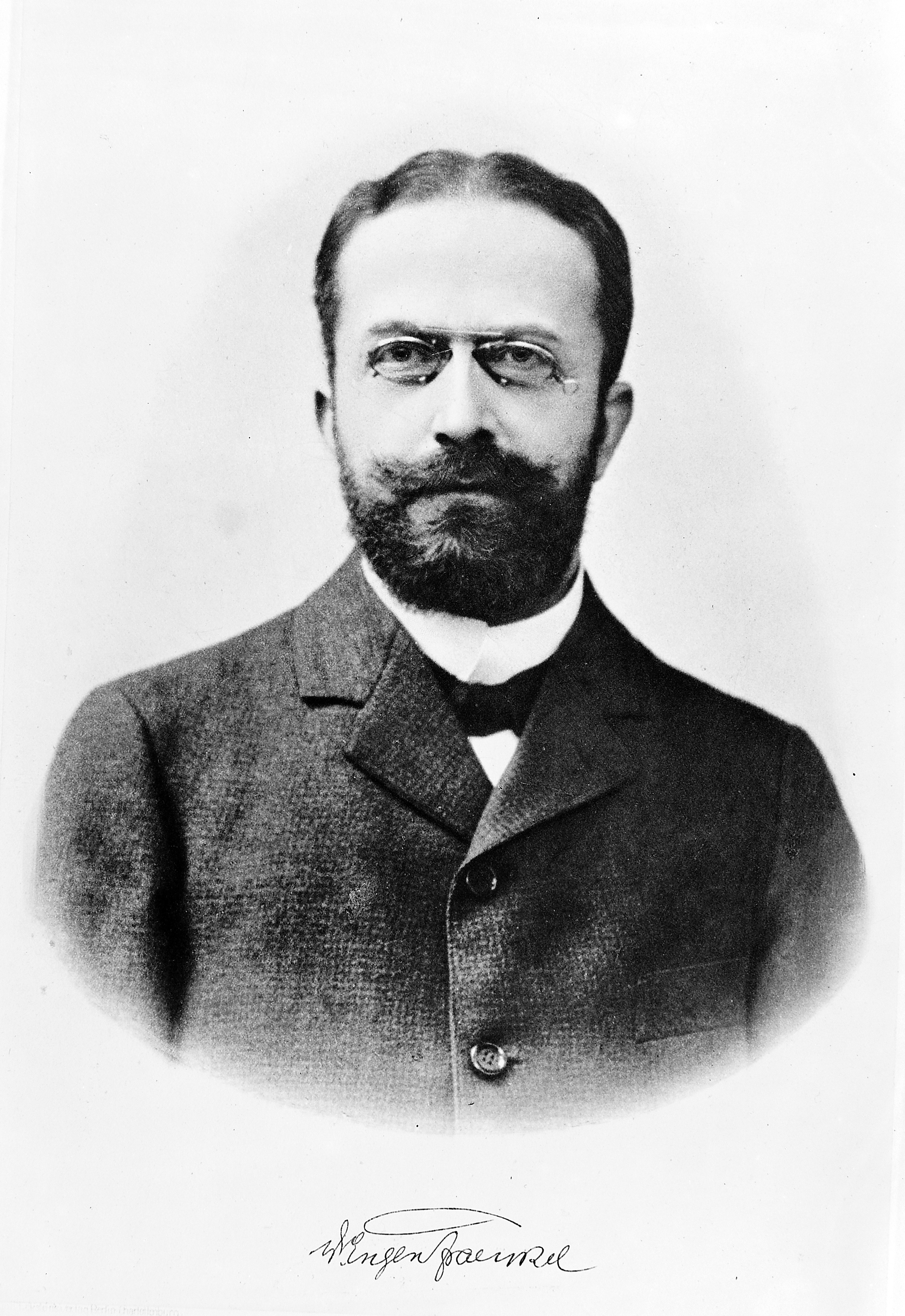
Eugen Fraenkel
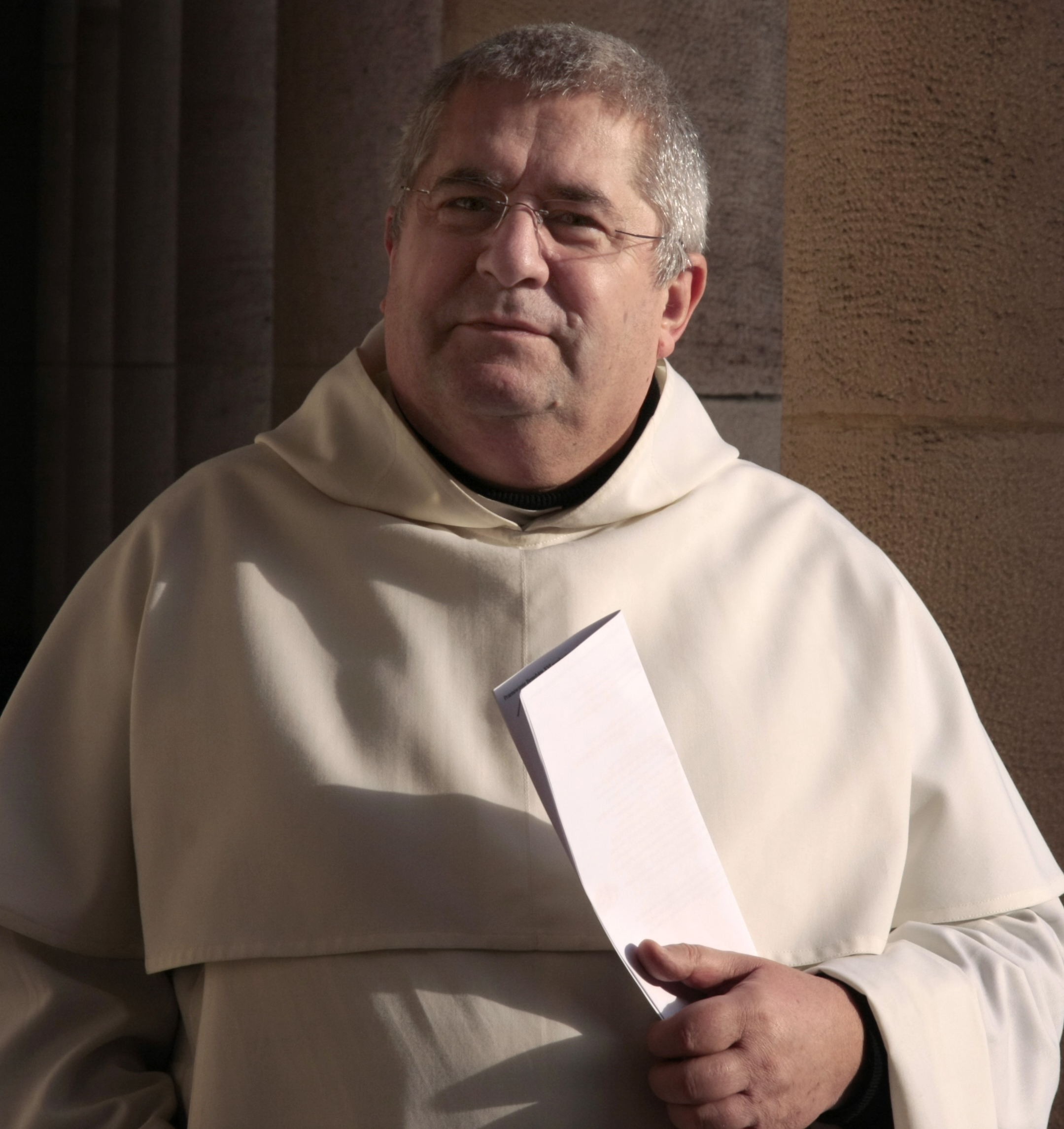
Jan Góra
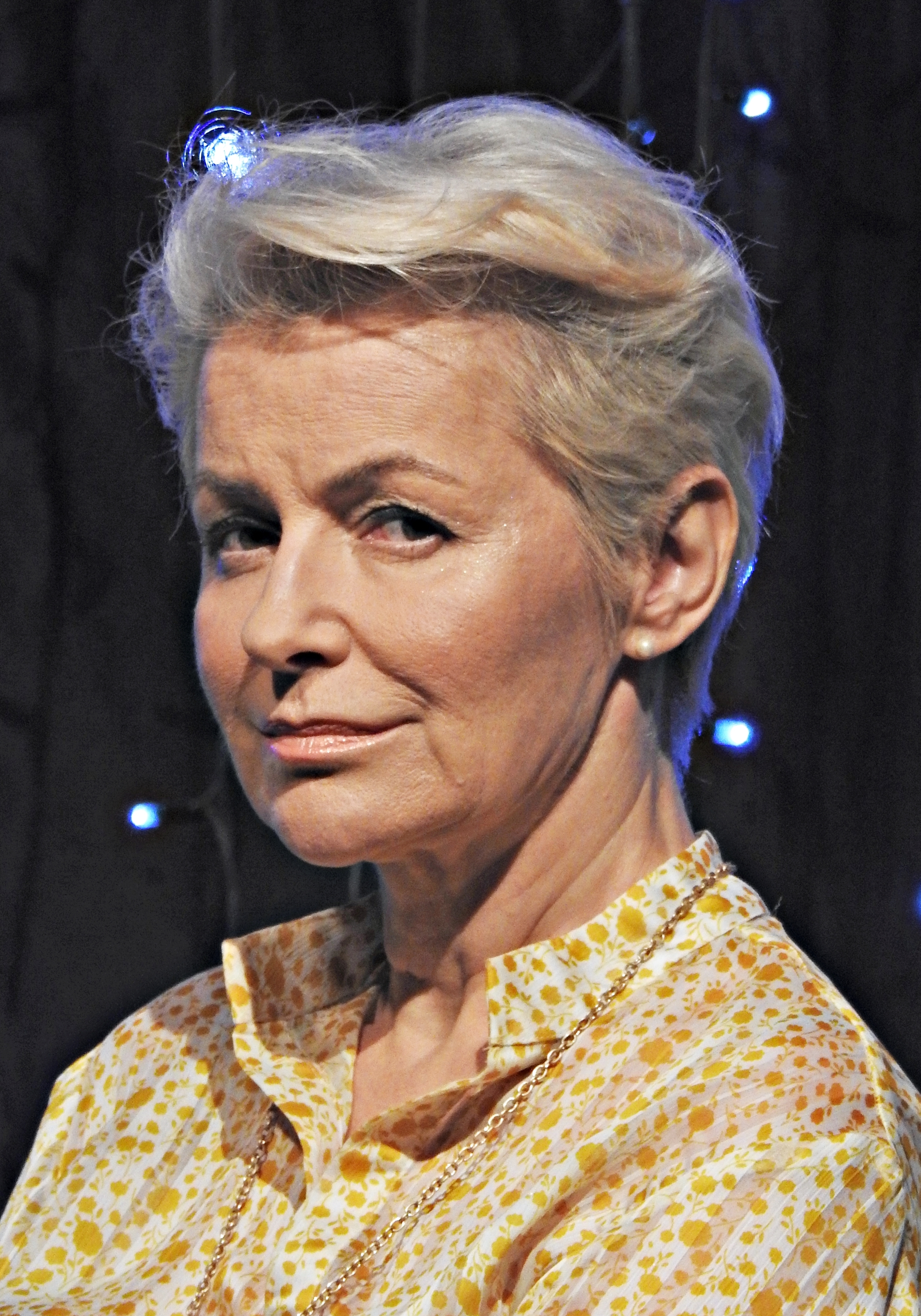
Aleksandra Konieczna
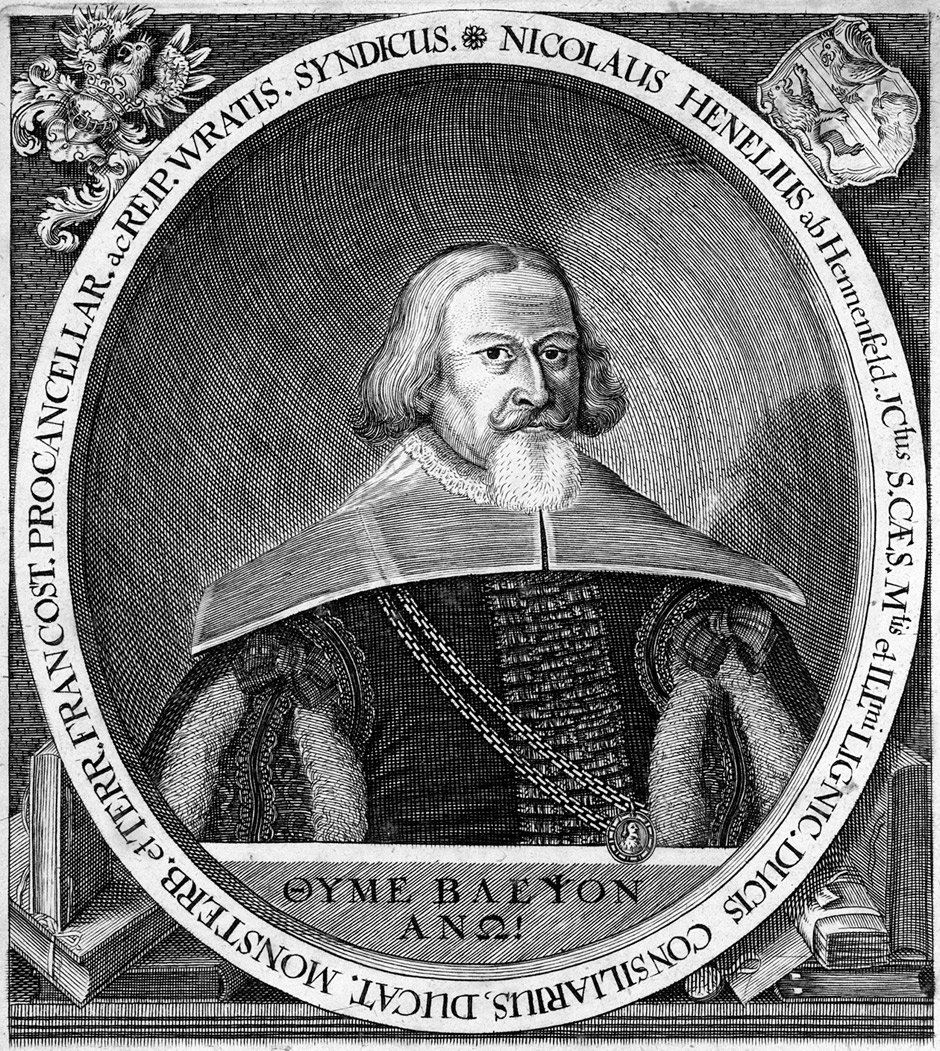
Mikuláš Henelius
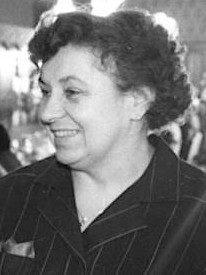
Margarete Müller
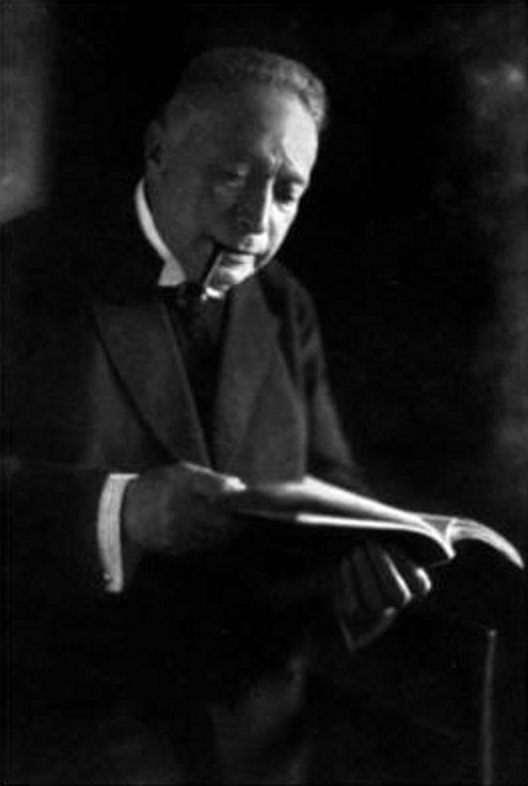
Max Pinkus

## Partnerská města

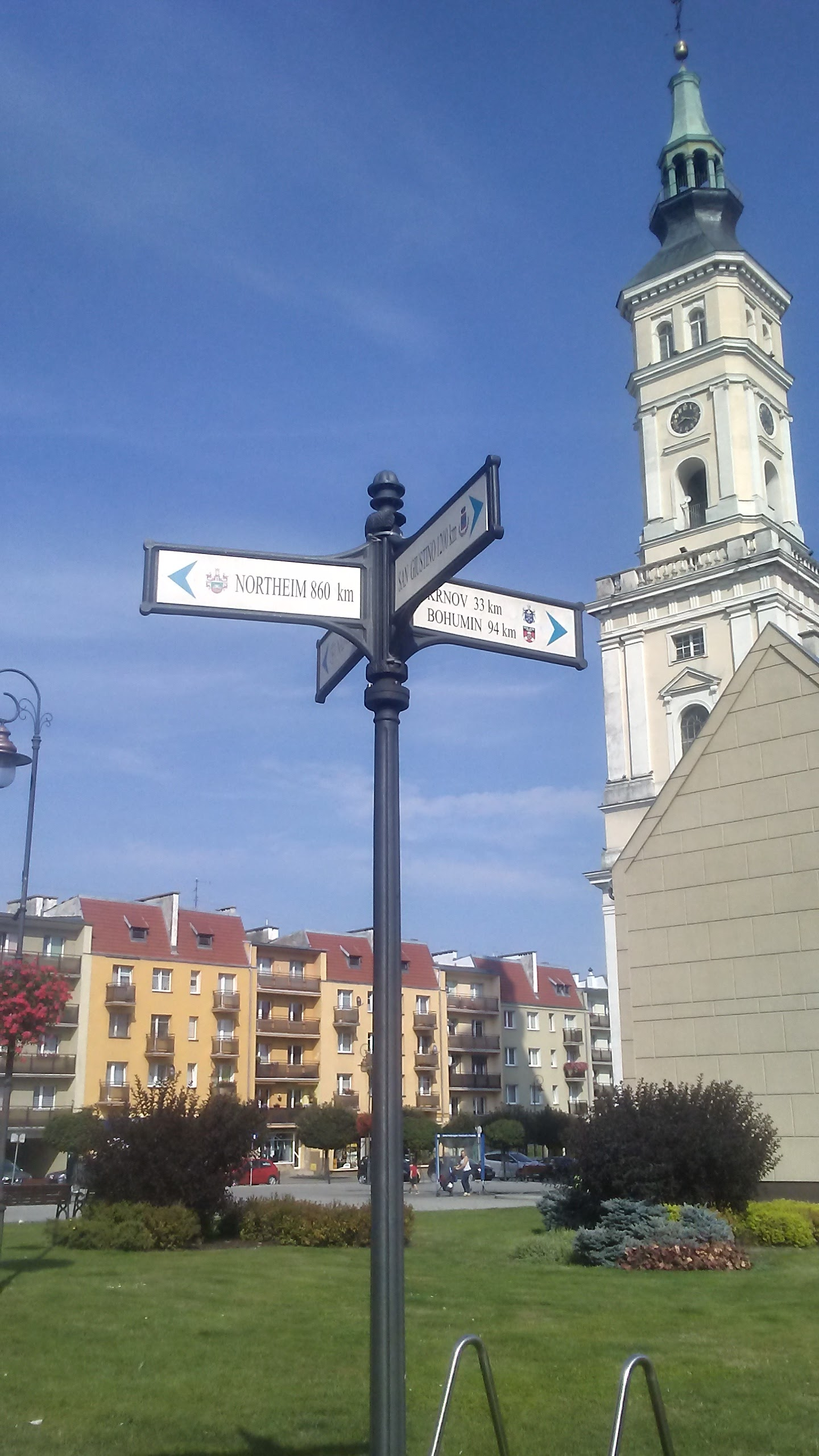
Směrové cedule partnerských měst na prudnickém náměstí

- Bohumín (Česko, Moravskoslezský kraj)
- Northeim (Německo, spolková země Dolní Sasko)
- Krnov (Česko, Moravskoslezský kraj)
- Nadvirna (Ukrajina, Ivanofrankivská oblast)
- San Giustino (Itálie, region Umbrie)